# 海顿·格温
海顿·格温（英語：Haydn Gwynne，1957年3月21日—2023年10月20日）是一名英国女演员。她因在1990年至1991年期间出演喜剧《放下死驴》而获得1992年英国电视学院奖最佳轻娱乐表演提名；又因出演百老汇音乐剧《跳出我天地》而获得2009年戏剧桌奖音乐剧类最佳女配角。同时她还获得四次奥利弗奖提名。在电视剧领域，她还出演过《山区诊所》（1999年—2000年）、《惊心默西》（2001年—2002年），以及在《温莎王朝》（2016年—2023年）中饰演卡米拉。

## 早年境况
海顿·格温于1957年3月21日出生在英格兰西萨塞克斯郡的赫斯彼朋特；她的父亲是盖伊·托马斯·海顿·格温（Guy Thomas Haydn Gwynne），母亲是罗莎蒙德·多布森（Rosamond Dobson）。

## 奖项荣誉

### 戏剧
| 年份   | 奖名         | 提名类别               | 提名作品           | 结果 |
| ------ | ------------ | ---------------------- | ------------------ | ---- |
| 1994年 | 奥利弗奖     | 音乐剧类最佳女主角     | 《天使之城》       | 提名 |
| 2006年 | 奥利弗奖     | 音乐剧类最佳女配角     | 《舞出我天地》     | 提名 |
| 2009年 | 托尼奖       | 音乐剧类最佳女配角表演 | 《舞出我天地》     | 提名 |
| 2009年 | 戏剧桌奖     | 音乐剧类杰出女配角     | 《舞出我天地》     | 獲獎 |
| 2009年 | 外圈剧评人奖 | 音乐剧类杰出女配角     | 《舞出我天地》     | 獲獎 |
| 2009年 | 剧院世界奖   | 不適用                 | 《舞出我天地》     | 獲獎 |
| 2015年 | 奥利弗奖     | 音乐剧类最佳配角女演员 | 《崩溃边缘的女人》 | 提名 |
| 2017年 | 奥利弗奖     | 音乐剧类最佳配角女演员 | 《三文钱的歌剧》   | 提名 |

### 电视剧
| 年份   | 奖名           | 提名类别       | 提名作品     | 结果 |
| ------ | -------------- | -------------- | ------------ | ---- |
| 1992年 | 英国学院电视奖 | 最佳轻娱乐表演 | 《放下死驴》 | 提名 |